# Philipp Naruhn
Philipp Naruhn (ur. 14 lipca 1983 w Schwerinie) – niemiecki wioślarz, reprezentant Niemiec w wioślarskiej ósemce podczas Letnich Igrzysk Olimpijskich w Pekinie.

## Osiągnięcia
- Mistrzostwa Świata – Eton 2006 – czwórka ze sternikiem – 1  miejsce[2].
- Mistrzostwa Świata – Monachium 2007 – czwórka ze sternikiem – 3. miejsce[2].
- Igrzyska Olimpijskie – Pekin 2008 – ósemka – 8. miejsce[1].
- Mistrzostwa Świata – Poznań 2009 – dwójka ze sternikiem – 3. miejsce[2].